# Harpstedter Niederungsburg
Die Harpstedter Niederungsburg ist eine vermutlich im 10. oder 11. Jahrhundert errichtete Wallburg in Harpstedt im niedersächsischen Landkreis Oldenburg. Schriftliche Dokumente über die Zeit und die Hintergründe der Entstehung sind nicht bekannt.

## Lage
Die Anlage befindet sich etwa 350 m südöstlich vom Amtshof Harpstedt und etwa 100 m östlich der Delme an der Straße Tielingskamp. Sie ist in die Reihe der archäologischen Erlebnisrouten des Naturparks Wildeshauser Geest aufgenommen worden.

## Aufbau
Ein innerer Graben mit einer Breite von bis zu 6,5 m und einer Tiefe von 1,30 m säumt das Plateau der Burg (Durchmesser: etwa 15 m). An diesen Graben schließt sich ein bis zu 3 m breiter Damm an, der wiederum von einem 6 bis 10 m breiten und etwa 1 m tiefen Graben umschlossen wird. Im Norden schließt sich ein Becken an, in dem bis heute Wasser steht, wenn es viel geregnet hat.
Vom Gebäude selbst gibt es keine Spuren. Aller Wahrscheinlichkeit nach wurde die Burg als Fachwerkbau errichtet. Entstehungszeitlich wurde entlang des Burgplateaus vermutlich eine Palisade geführt. Auch ist davon auszugehen, dass zur Überquerung der Gräben Brücken oder zumindest Stege angelegt wurden.